# Кременевка (Николаевская область)
Кременевка (укр. Кременівка) — село в Веселиновской поселковой общине Вознесенского района Николаевской области Украины.
Основано в 1917 году. Население по переписи 2001 года составляло 212 человек. Почтовый индекс — 57011. Телефонный код — 5163. Занимает площадь 0,701 км².

## История
В 1946 году указом ПВС УССР хутор Махново переименован в Кременевку.

## Местный совет
5700, Николаевская обл., Веселиновский р-н, пгт Веселиново, ул. Мозолевского, 14